# Thomas Holliday Hicks
Thomas Holliday Hicks, né le 2 septembre 1798 à East New Market et mort le 14 février 1865 à Washington, est un homme politique américain originaire du Maryland.
Hicks est élu gouverneur du Maryland en 1858 sous les couleurs du parti Know Nothing. Malgré ses propres sympathies pro-esclavagistes, il refuse de faire sécession de l'Union en 1861, même après l'émeute meurtrière qui éclate à Baltimore au mois d'avril.
Au terme de son mandat de gouverneur, Hicks entre au Sénat des États-Unis, où il représente le Parti unioniste. Il reste sénateur jusqu'à sa mort, à l'âge de 66 ans.